# Armorial de la Suisse
Cette page donne les armoiries (figures et blasonnements) et les drapeaux de la Suisse et de ses cantons dans l'ordre constitutionnel.
À noter que tous les drapeaux sont carrés.

## Liste des drapeaux
| Blason | Blasonnement | Drapeau |
| ------ | --- | ------- |
|        | Suisse de gueules, à la croix alésée d'argent |         |
| Blason | Nom du canton et blasonnement | Drapeau |
|        | Zurich tranché d'argent et d'azur. |         |
|        | Berne de gueules, à la bande élargie d'or, chargée d'un ours de sable, armé, vilené et lampassé de gueules. |         |
|        | Lucerne parti d'azur et d'argent. Note. Le drapeau a les couleurs disposées de telle sorte qu'elles se trouvent les deux près de la hampe. |         |
|        | Uri d'or, au rencontre de bœuf de sable, allumé d'argent, bouclé et langué de gueules. |         |
|        | Schwytz de gueules, à la croisette d'argent, au franc-quartier sénestre. Note: Ce blasonnement, certes officiel' est néanmoins fautif : le "franc-quartier" est une pièce, non un emplacement. Le blasonnement correct est "au point senestre du chef" Note. Le drapeau a la croisette disposée près de la hampe. |         |
|        | Obwald coupé de gueules et d'argent, à la clé, de l'un en l'autre, posée en pal. |         |
|        | Nidwald de gueules, à la clé d'argent, au double panneton, posée en pal. |         |
|        | Glaris de gueules, à Saint-Fridolin au naturel. |         |
|        | Zoug d'argent, à la fasce d'azur. |         |
|        | Fribourg coupé de sable et d'argent. |         |
|        | Soleure coupé de gueules et d'argent. |         |
|        | Bâle-Ville d'argent, à la crosse stylisée de sable. |         |
|        | Bâle-Campagne d'argent, à la crosse stylisée contournée de gueules. |         |
|        | Schaffhouse d'or, au bélier saillant de sable, lampassé de gueules, couronné, onglé, accorné et vilené du champ. |         |
|        | Appenzell Rhodes-Extérieures d'argent, à l'ours de sable, armé, lampassé et vilené de gueules, entre un "V" et un "R" du deuxième. |         |
|        | Appenzell Rhodes-Intérieures d'argent, à l'ours de sable, armé, lampassé et vilené de gueules. |         |
|        | Saint-Gall de sinople, au faisceau de licteur d'argent, lié du champ. |         |
|        | Grisons coupé, en 1, parti en 1, parti de sable et d'argent et en 2, écartelé d'azur et d'or, à la croix de l'un-en-l'autre ; en 2, d'argent, au bouquetin saillant de sable, lampassé et vilené de gueules. |         |
|        | Argovie parti, en 1, de sable, à la rivière formée de trois fasces ondées d'argent, et en 2, d'azur, à trois étoiles d'argent, regroupées en cœur. |         |
|        | Thurgovie tranché d'argent et de sinople, à deux lions léopardés d'or, armés, lampassés et vilenés de gueules, posés dans le sens du tranché. |         |
|        | Tessin parti de gueules et d'azur. Note. Le drapeau a les couleurs disposées de telle sorte qu'elles se trouvent les deux près de la hampe. |         |
|        | Vaud coupé d'argent et de sinople, l'argent chargé des mots « LIBERTÉ ET PATRIE », d'or. |         |
|        | Valais parti d'argent et de gueules, à treize étoiles, posées en trois pals 4, 5 et 4, de l'un en l'autre. |         |
|        | Neuchâtel tiercé en pal de sinople, d'argent et de gueules, le gueules, chargé en chef d'une croisette du deuxième. |         |
|        | Genève parti, au 1 d'or, à la demi-aigle éployée de sable, mouvant du trait du parti, couronnée, becquée, languée, membrée et armée de gueules; au deuxième de gueules, à la clef d'or en pal, contournée. |         |
|        | Jura parti en 1, d'argent, à la crosse stylisée de gueules, et en 2, de gueules, à trois fasces d'argent. |         |

## Charges héraldiques
Sur les 26 cantons depuis 1999 (22 cantons en 1848, adhésion du Jura en 1979, trois demi-cantons désignés "canton" en 1999) :
- Six drapeaux sont des dessins bicolores simples, coupés (Lucerne, Fribourg, Soleure, Tessin), avec une diagonale (Zürich) ou avec une bande centrale (Zoug).
- Huit drapeaux ont des animaux héraldiques :

1. L'ours pour Berne et pour Appenzell (Rhodes intérieures et Rhodes extérieures)
2. Le taureau pour Uri
3. Le bélier pour Schaffhouse
4. Le bouquetin pour les Grisons (à l'époque, un seul des trois blasons représentés côte à côte pour les Trois Ligues)
5. L'aigle (Reichsadler) pour Genève
6. Deux lions pour la Thurgovie

- Trois avec la crosse de l'évêque ou Baselstab, pour Bâle (Bâle-Ville et Bâle-Campagne) et le Jura
- Trois avec une clé (Clés du Ciel), pour Unterwald (à la fois Obwald et Nidwald) et pour Genève
- Deux cantons montrent la croix suisse, pour Schwyz en rouge uni, et pour Neuchâtel dans le coin du tricolore révolutionnaire
- Deux avec des étoiles, le Valais et l'Argovie, cette dernière avec des lignes ondulées supplémentaires représentant des rivières
- Deux avec des lettres pour Appenzell Rhodes-Extérieures (V (U en latin) et R pour Unsere Rhoden) et Vaud (inscription "Liberté et Patrie").
- L'image d'un pèlerin (Saint Fridolin) pour Glaris
- Les faisceaux pour St-Gall

Les cantons suisses se distinguent par l'utilisation de drapeaux carrés.

## Histoire
Historiquement, le nombre de cantons était de :
- 8 de 1352 à 1481.
- 13 de 1513 à 1798.
- 20 au temps de la République helvétique, de 1798 à 1803, sans drapeaux ni armoiries officiels
- 22 de 1848 à 1978, dont trois cantons divisés en deux demi-cantons chacun
- 23 de 1979 à 1999, en raison de la sécession du canton du Jura et du canton de Berne

À l'exception de Lucerne, Schwyz et Tessin, les drapeaux cantonaux sont simplement des versions transposées des armoiries cantonales. Dans le cas de Lucerne et du Tessin, dont les drapeaux sont constitués de champs de couleurs différentes divisés par pâté (horizontalement), les armoiries sont de mêmes couleurs divisées par pâté (verticalement). Dans les armoiries de Schwyz, la croix a été déplacée du canton (de levage) au canton senestre en ce qui concerne le drapeau.
Les armoiries des treize cantons sont basées sur des signes médiévaux, à l'origine des drapeaux de guerre et des emblèmes utilisés sur les sceaux. Pour les drapeaux de guerre, une distinction a été faite entre Banner et Fähnlein, le premier étant le grand drapeau de guerre utilisé uniquement dans le cas d'un levé complet des troupes cantonales pour une opération majeure. Le second était un drapeau plus petit utilisé pour des expéditions militaires mineures. La bannière était considérée comme un bien sacré, généralement conservé dans une église. Perdre la bannière au profit d'une force ennemie était une grande honte et invitait à la moquerie des autres cantons.
En reconnaissance du soutien qu'il a reçu des mercenaires suisses contre la France en 1512, le pape Jules II a accordé aux Suisses le titre d'Ecclesiasticae libertatis defensores et leur a donné deux grandes bannières, outre une épée et un chapeau , tous deux bénis. Le légat du pape Matthieu Schiner a en outre donné aux cantons suisses et à leurs associés un total de 42 coûteuses bannières en soie avec des augmentations, appelées Julius banner. Certaines de ces bannières ont survécu, parmi les bannières cantonales notamment celles de Zurich et de Soleure.
C'est à la fin du XVe siècle qu'apparaît la mode de disposer les insignes cantonaux sous forme de boucliers (écussons) comme des blasons. Vers 1501, la Tagsatzung de Baden a été dotée de vitraux représentant tous les cantons. Dans ces représentations, deux écussons cantonaux étaient présentés côte à côte, sous un bouclier portant l'aigle impérial et une couronne, flanqués de deux porte-bannières. C'est sur cette base qu'est née la tradition de représenter les armoiries cantonales par des vitraux (Standesscheiben), qui a perduré au début de l'époque moderne et s'est poursuivie dans l'État moderne.

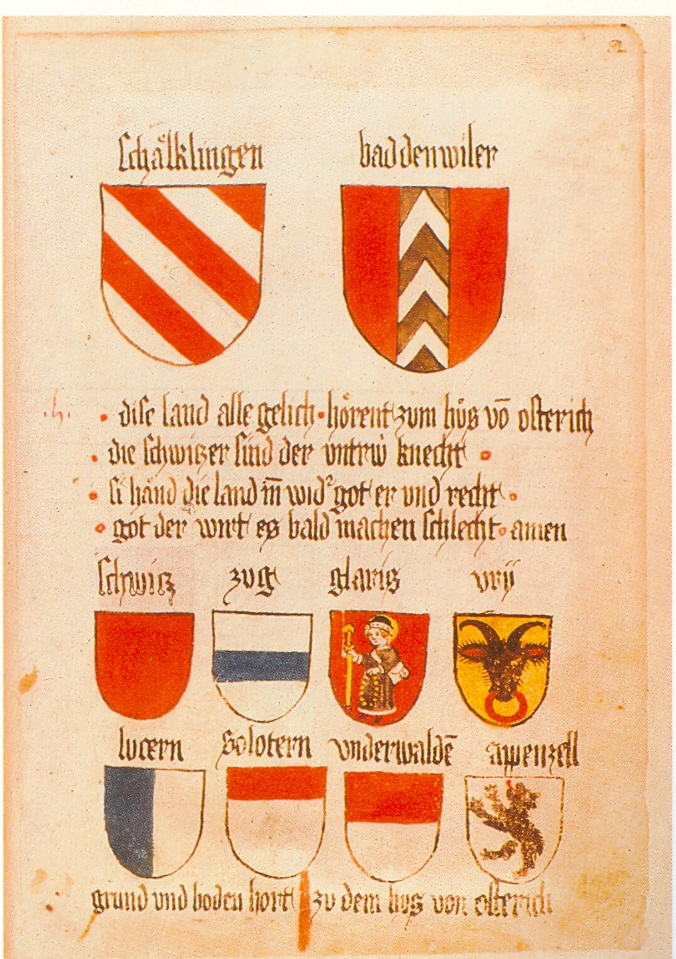
Représentation des armoiries de six des huit cantons (sans Zurich ni Berne, mais avec Soleure et Appenzell) dans un manuscrit de 1459 réalisé pour Albert VI, archiduc d'Autriche. Le texte dénonce "les Suisses" comme des "vassaux sans foi" qui tiennent leurs territoires illégalement.
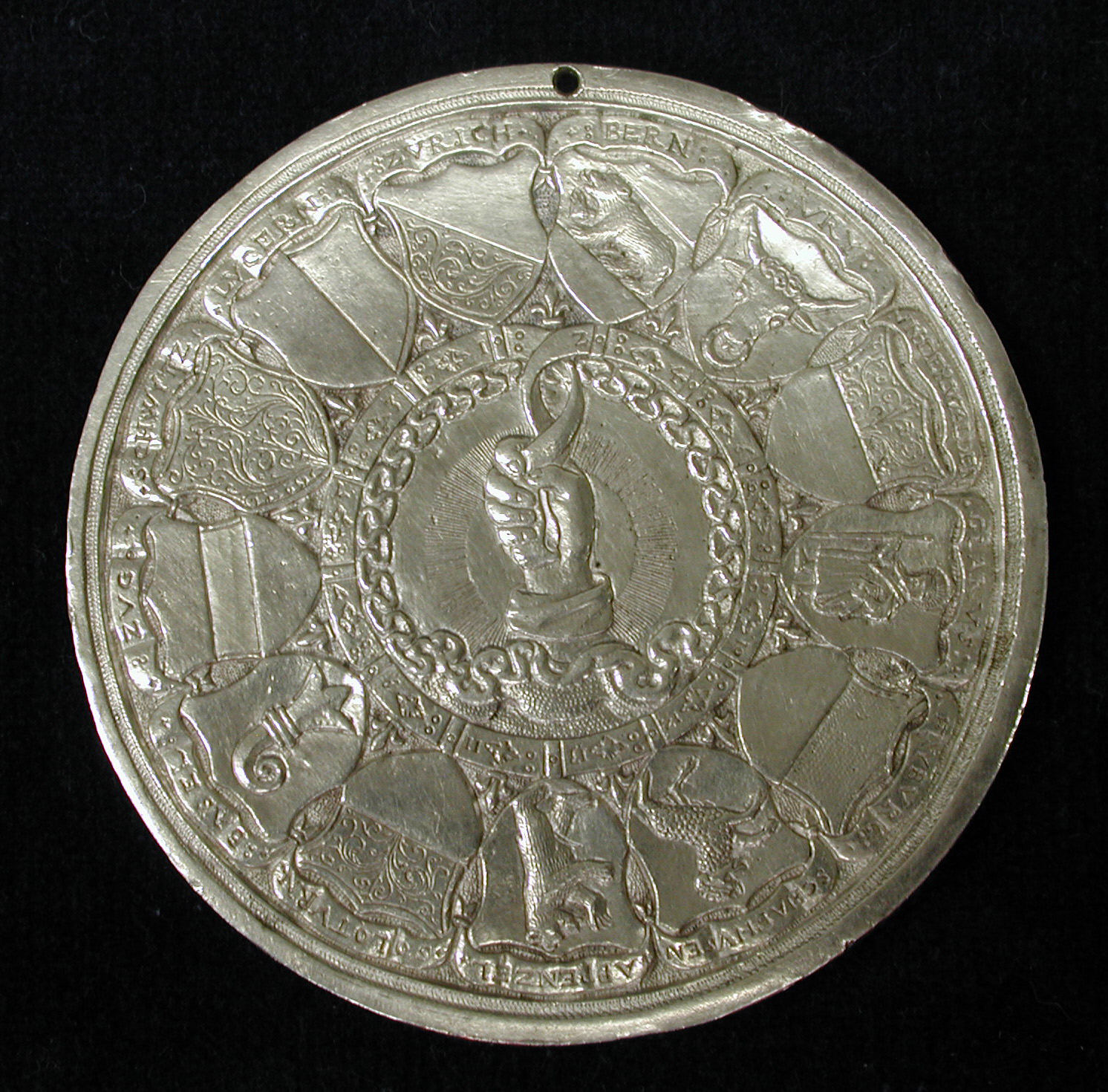
Les armoiries des treize cantons telles qu'elles figurent sur la "médaille de baptême" ou Patenpfennig remise par la Confédération à la princesse Claude de Valois (par Jacob Stampfer de Zürich (1547).
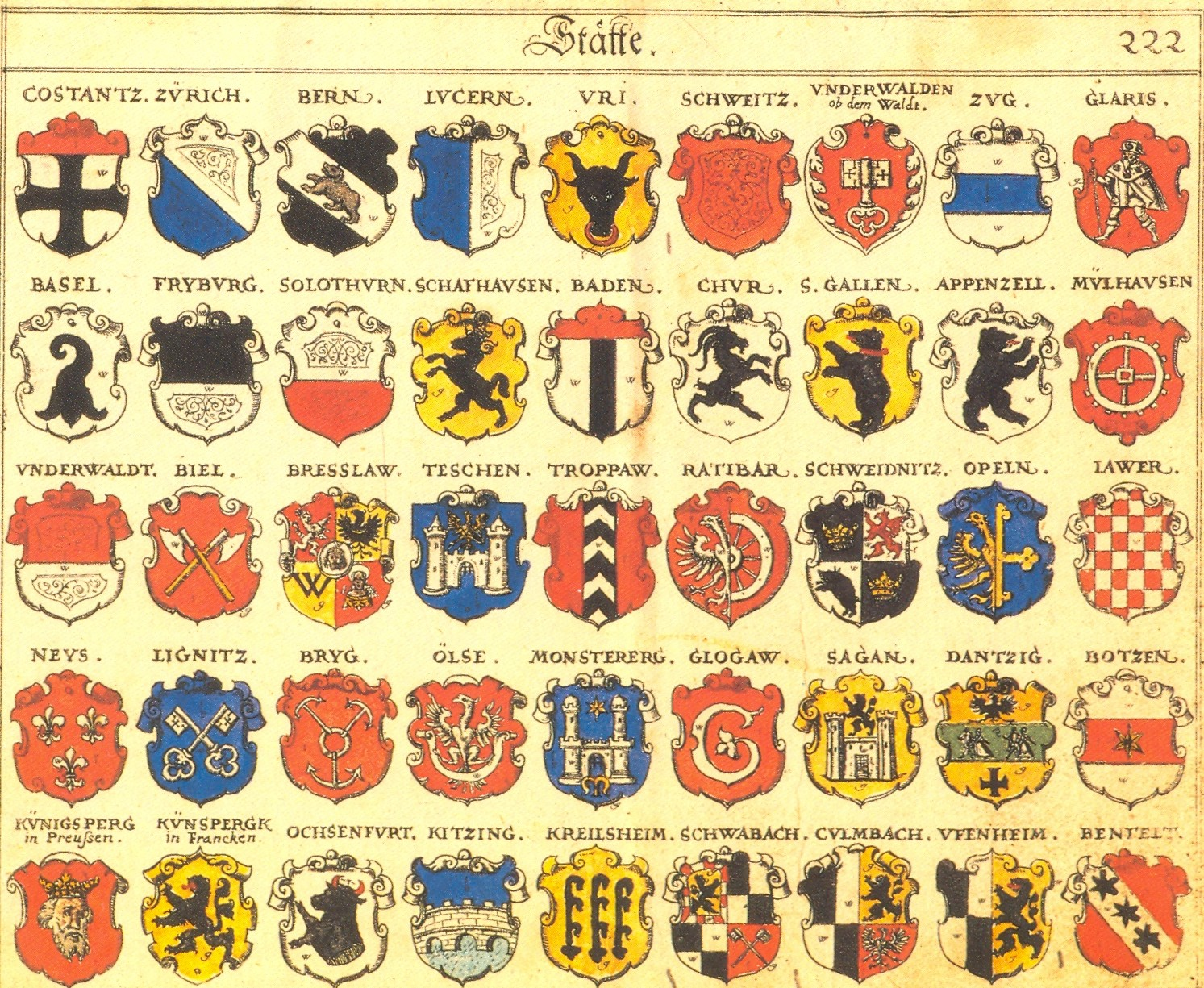
Armoiries des Teize Cantons , d'une collection de Johann Siebmacher (1605).
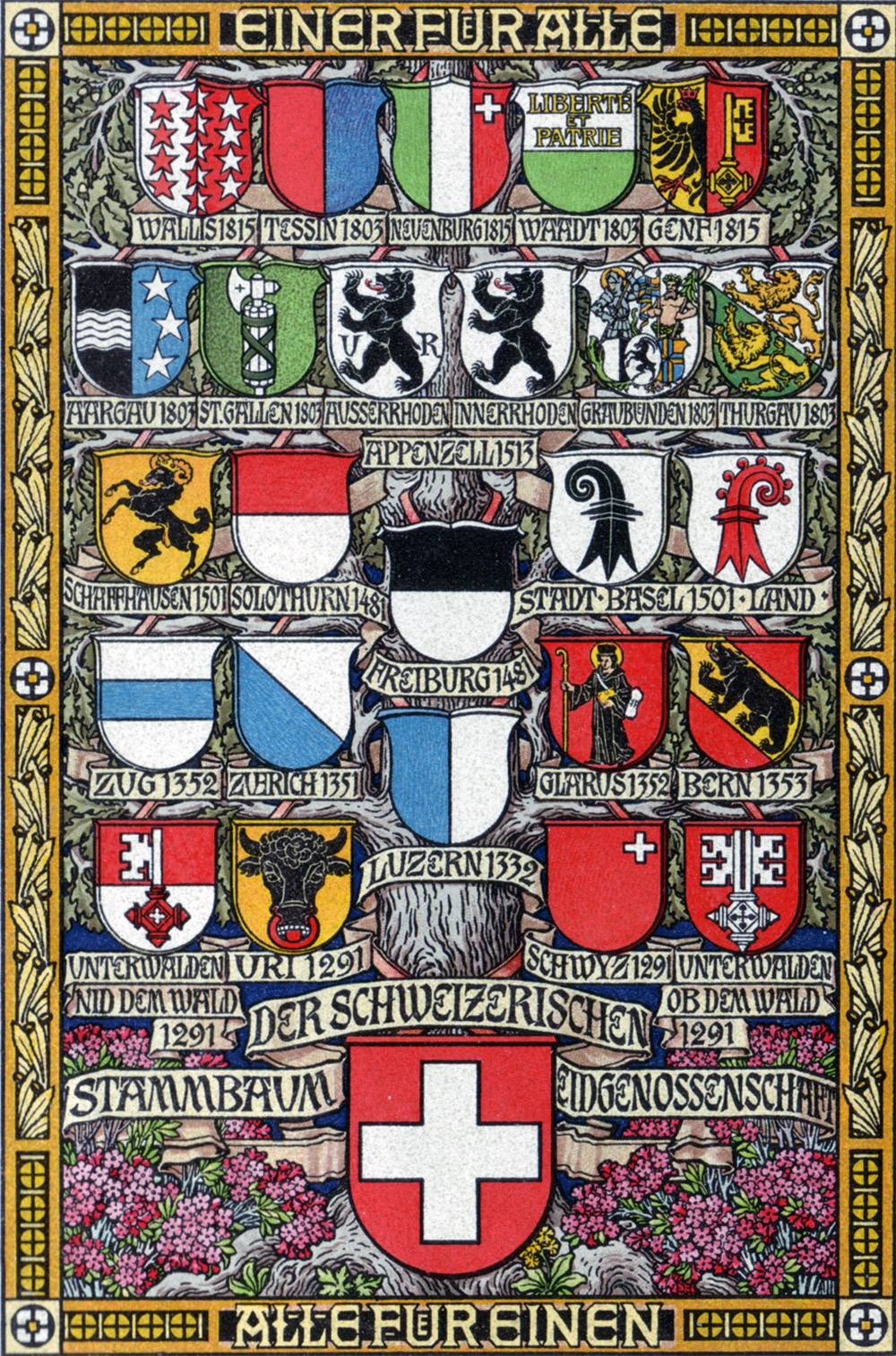
Représentation des armoiries (y compris les demi-cantons) telles qu'elles se présentaient en 1912.
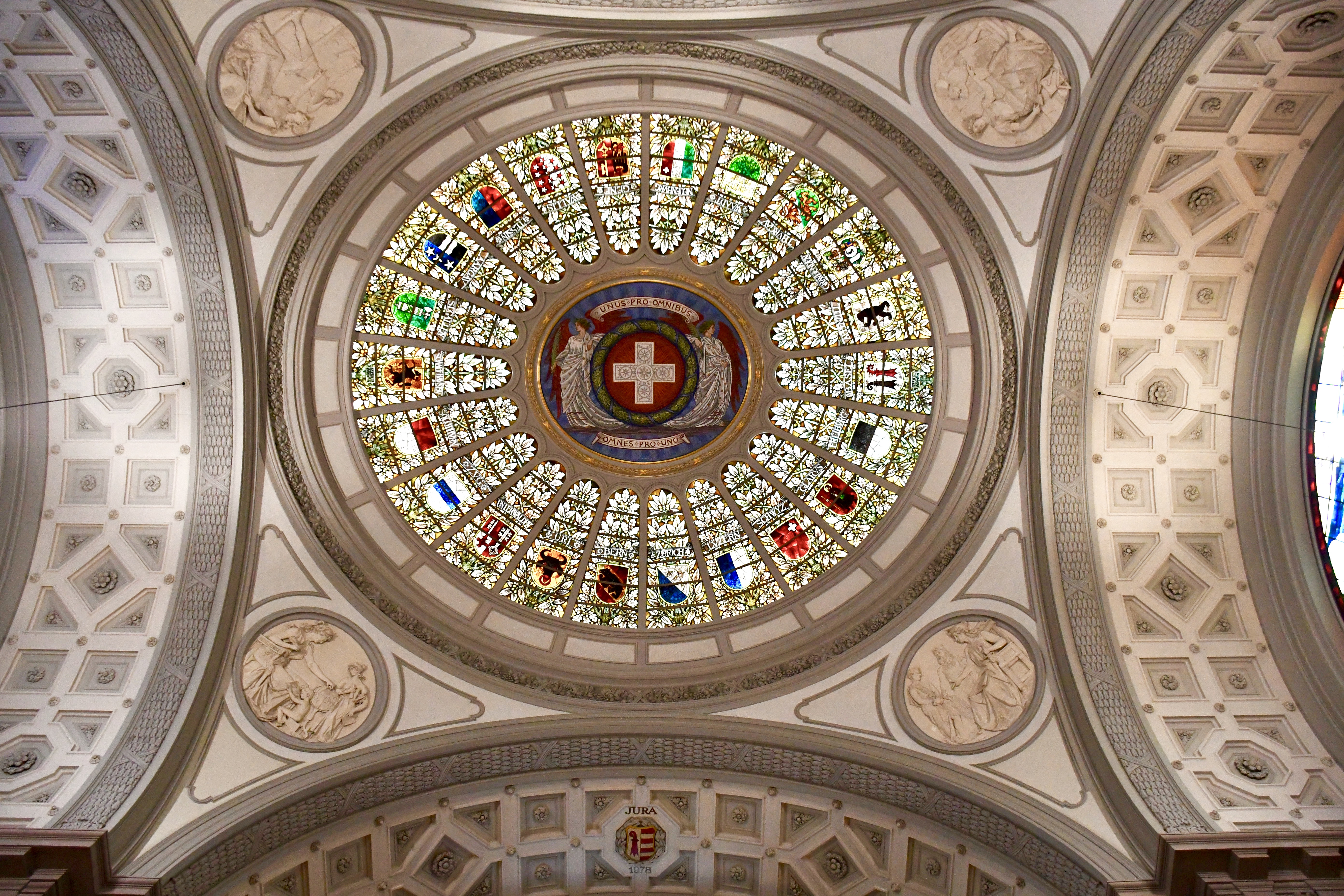
La coupole du Palais fédéral représentent les 22 cantons, dont les anciens cantons d'Appenzell, Bâle et Unterwald (tous trois composés de deux demi-cantons), accompagnée de la tuile représentant le Jura dont la création est postérieure.